# Deep Ecliptic Survey
Pour les articles homonymes, voir DES.
Le projet Deep Ecliptic Survey (DES) avait pour objectif de rechercher des objets de la ceinture de Kuiper (en anglais KBO : Kuiper Belt Object), à l'aide des installations du National Optical Astronomy Observatory (NOAO).
Le chercheur principal était Robert L. Millis de l'observatoire Lowell.
Le Centre des planètes mineures le crédite de la découverte de 9 astéroïdes numérotés entre 1998 et 2003. Les découvertes notables comprennent (19521) Chaos, (28978) Ixion et 1998 WW31.

## Objets découverts
| (19521) Chaos          | 19 novembre 1998 |
| (28978) Ixion          | 22 mai 2001      |
| (38083) Rhadamanthe    | 17 avril 1999    |
| (42301) 2001 UR163     | 21 octobre 2001  |
| (53311) Deucalion      | 18 avril 1999    |
| (54598) Biénor         | 27 août 2000     |
| (88611) Teharonhiawako | 20 août 2001     |
| (148780) Altjira       | 20 octobre 2001  |